# Tanghe, Chongqing
Tanghe (kinesiska: 塘河) är en köping i sydvästra Kina. Den ligger i stadsdistriktet Jiangjin i storstadsområdet Chongqing,  omkring 84 kilometer sydväst om det centrala stadsdistriktet Yuzhong. Antalet invånare är 13813. Befolkningen består av 6 631 kvinnor och 7 182 män. Barn under 15 år utgör 21,0 %, vuxna 15-64 år 64 %, och äldre över 65 år 14,0 %.